# Haute Cour (Kenya)
Pour les articles homonymes, voir Haute Cour.
La Haute Cour du Kenya a été créée en vertu de l'article 165 de la constitution du Kenya. Elle exerce une autorité de contrôle sur tous les autres tribunaux subordonnés et sur toute autre personne, organe ou autorité exerçant une fonction judiciaire ou quasi-judiciaire. Elle était connue sous le nom de Cour suprême du Kenya jusqu'en 1964 et son nom n'a pas changé depuis.
La Haute Cour comprend un maximum de 150 juges et vingt postes de la Haute Cour répartis dans tout le Kenya. D'ici 2018, chaque comté devrait avoir une station de la Haute Cour, et 36 comtés en auraient déjà au moins une. Elle est compétente pour toutes les affaires pénales et civiles et traite les affaires pénales et civiles et les appels des juridictions inférieures. Il traite également des questions constitutionnelles et supervise toutes les fonctions administratives du système judiciaire.
La Haute Cour compte plusieurs départements :
- Tribunal d'affaires familiales
- Cour de commerce et d'amirauté
- Cour de révision constitutionnelle et judiciaire
- Land and Environment Court - Affaires foncières et environnementales, y compris les appels des tribunaux fonciers
- Cour criminelle
- Tribunal du travail - questions relatives au travail et à l'emploi

## Anciens juges
Parmi les anciens juges de la Haute Cour :
- John W Mwera - (nommé juge d'appel le 8 novembre 2012)
- George BM Kariuki - (nommé juge d'appel le 8 novembre 2012)
- Mohamed Khadhar Ibrahim - (nommé juge de la Cour suprême le 16 juin 2011)
- Jackton Boma Ojwang - (nommé juge de la Cour suprême le 16 juin 2011)
- Daniel K Musinga - (nommé juge d'appel le 8 novembre 2012)
- Festus Azangalala - (nommé juge d'appel le 8 novembre 2012)
- Milton SA Makhandia - (nommé juge d'appel le 8 novembre 2012)
- Abudullahi Warsame - (nommé juge d'appel le 8 novembre 2012)
- William Ouko - (nommé juge d'appel le 8 novembre 2012)
- Philomena Mbete Mwilu - (nommée juge d'appel le 8 novembre 2012)